# Perirrhanterion

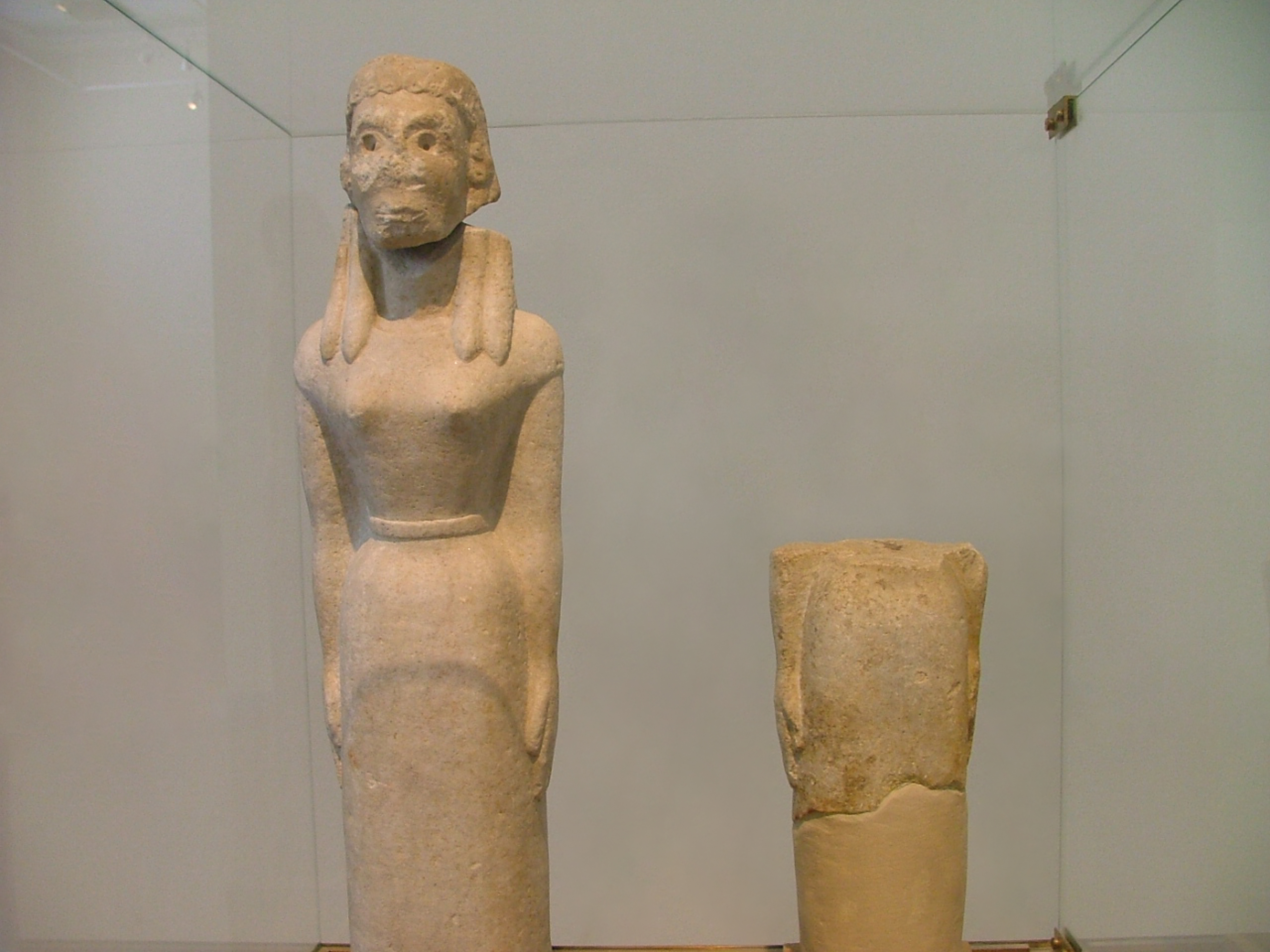
Archaische Statuetten, Untersätze eines Perirrhanterion im Apollon-Heiligtum am Berg Ptoon.

Ein Perirrhanterion, Mehrzahl Perirrhanteria (altgriechisch περιῤῥαντήριον perirrhantḗrion, von περιῤῥαίνειν perirrhaínein, deutsch ‚ringsum besprengen, benetzen‘), war eine antike Form des Weihwasserbeckens.

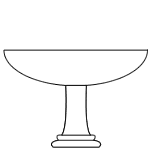
Idealzeichnung

Das Perirrhanterion wurde zumeist aus Stein, vor allem aus Marmor, seltener aus Ton hergestellt. Manchmal hielten drei, seltener vier menschliche weibliche Figuren das Wasserbecken, manchmal wurde es von einem hohen Fuß getragen. Perirrhanteria wurden in verschiedenen Heiligtümern gefunden. In der Literatur wird das Perirrhanterion manchmal mit dem Luterion verwechselt.
Ein Zentrum der Herstellung tönerner Perirrhanterien war Korinth, wo diese Gefäßform vom Ende des 8. Jhs. v. Chr. bis in hellenistische Zeit produziert und auch exportiert wurden.